# Coupe Spengler 1971
Navigation
Édition précédente Édition suivante
La Coupe Spengler 1971 est la 45e édition de la Coupe Spengler. Elle se déroule en décembre 1971 à Davos, en Suisse.

## Règlement du tournoi
Les équipes sont regroupés au sein d'un seul groupe. Les équipes jouent un match contre chacune des autres équipes. Le premier de la poule est déclaré vainqueur de la Coupe Spengler.

## Résultats des matchs et classement
| Clt   | Équipe               | PJ | V | D | N | BP | BC | Pts |
| ----- | -------------------- | -- | - | - | - | -- | -- | --- |
| +001, | SKA Leningrad        | 4  | 4 | 0 | 0 | 27 | 9  | 8   |
| +002, | Slovan Bratislava    | 4  | 3 | 1 | 0 | 20 | 16 | 6   |
| +003, | Japon                | 4  | 2 | 2 | 0 | 19 | 22 | 4   |
| +004, | MoDo AIK             | 4  | 1 | 3 | 0 | 12 | 22 | 2   |
| +005, | HC La Chaux-de-Fonds | 4  | 0 | 4 | 0 | 14 | 23 | 0   |

- Vainqueur de la compétition